# Lei de Morrie
Lei de Morrie é a identidade trigonométrica
{\displaystyle \cos(20^{\circ })\cdot \cos(40^{\circ })\cdot \cos(80^{\circ })={\frac {1}{8}}.}
É um caso especial da identidade geral
{\displaystyle 2^{n}\cdot \prod _{k=0}^{n-1}\cos(2^{k}\alpha )={\frac {\operatorname {sen}(2^{n}\alpha )}{\operatorname {sen}(\alpha )}}}
com n = 3 e α = 20° e do fato que
{\displaystyle {\frac {\operatorname {sen}(160^{\circ })}{\operatorname {sen}(20^{\circ })}}={\frac {\operatorname {sen}(180^{\circ }-20^{\circ })}{\operatorname {sen}(20^{\circ })}}=1,}
pois
{\displaystyle \operatorname {sen}(180^{\circ }-x)=\operatorname {sen}(x).}
O nome é devido ao físico Richard Feynman, quer referiu-se à identidade com este nome. Feynman usou este nome porque assim o aprendeu durante sua infância de um rapaz chamado Morrie Jacobs, que lembrou por toda sua vida.
Uma identidade similar para a função seno também é verificada:
{\displaystyle \operatorname {sen}(20^{\circ })\cdot \operatorname {sen}(40^{\circ })\cdot \operatorname {sen}(80^{\circ })={\frac {\sqrt {3}}{8}}.}
Além disso, dividindo a segunda identidade pela primeira resulta:
{\displaystyle \tan(20^{\circ })\cdot \tan(40^{\circ })\cdot \tan(80^{\circ })={\sqrt {3}}=\tan(60^{\circ }).}

## Prova
Observando a fórmula do ângulo duplo para a função seno
{\displaystyle \operatorname {sen}(2\alpha )=2\operatorname {sen}(\alpha )\cos(\alpha ).}
Resolvendo para {\displaystyle \cos(\alpha )}
{\displaystyle \cos(\alpha )={\frac {\operatorname {sen}(2\alpha )}{2\operatorname {sen}(\alpha )}}.}
Segue que:
{\displaystyle {\begin{aligned}\cos(2\alpha )&={\frac {\operatorname {sen}(4\alpha )}{2\operatorname {sen}(2\alpha )}}\\[6pt]\cos(4\alpha )&={\frac {\operatorname {sen}(8\alpha )}{2\operatorname {sen}(4\alpha )}}\\&{}\,\,\,\vdots \\\cos(2^{n-1}\alpha )&={\frac {\operatorname {sen}(2^{n}\alpha )}{2\operatorname {sen}(2^{n-1}\alpha )}}.\end{aligned}}}
Multiplicando todas estas expressões resulta:
{\displaystyle \cos(\alpha )\cos(2\alpha )\cos(4\alpha )\cdots \cos(2^{n-1}\alpha )={\frac {\operatorname {sen}(2\alpha )}{2\operatorname {sen}(\alpha )}}\cdot {\frac {\operatorname {sen}(4\alpha )}{2\operatorname {sen}(2\alpha )}}\cdot {\frac {\operatorname {sen}(8\alpha )}{2\operatorname {sen}(4\alpha )}}\cdots {\frac {\operatorname {sen}(2^{n}\alpha )}{2\operatorname {sen}(2^{n-1}\alpha )}}.}
Os numeradores e denominadores intermediários se cancelam, resultando apenas primeiro denominador, uma potência de 2 e o numerador final. Notar que existem n termos em ambos os lados da expressão. Assim,
{\displaystyle \prod _{k=0}^{n-1}\cos(2^{k}\alpha )={\frac {\operatorname {sen}(2^{n}\alpha )}{2^{n}\operatorname {sen}(\alpha )}},}
que é equivalente à generalização da lei de Morrie.